# Krasni (Tsibanobalka)
Krasni - Красный (rus) - és un khútor del krai de Krasnodar, a Rússia. Es troba a la plana de ponent del Caucas occidental i a la costa de la mar Negra. És a 8 km al nord d'Anapa i a 128 km a l'oest de Krasnodar. Pertany al poble de Tsibanobalka.